# Robert Moray
Pour les articles homonymes, voir Robert Murray et Murray.
Robert Moray (ou Murray), né entre  1607  et 1609 et mort le 4 juillet 1673) à Londres est un scientifique écossais. Proche des rois Charles Ier et Charles II, il est à l'origine de la création de la Royal Society. Il est également un des premiers francs-maçons.

## Biographie
Fils de sir Mungo Moray de Craigie (Écosse) (en), il suit les cours de l'université de St Andrews avant de poursuivre ses études en France, où il sert dans l'armée de Louis XIII au sein de la Garde écossaise, où il atteint le grade de colonel. 
De retour en Écosse, il rejoint l'armée des Covenants en tant que General of Ordnance (équivalent au titre de colonel général). Il participe ainsi à l'invasion de l'Angleterre en 1641 lors des guerres des Trois Royaumes en tant que responsable de l'armée écossaise à Newcastle. C'est là qu'il aurait été initié, le 20 mai 1641, à la franc-maçonnerie par des membres de la loge d'Édimbourg : il s'agit là de la première initiation franc-maçonne identifiée à avoir eu lieu sur le territoire anglais, bien qu'il s'agisse de l'initiation d'un écossais par une loge écossaise. À la suite de son initiation, Robert Moray utilise régulièrement l'étoile à cinq branches, l'emblème maçonnique, dans sa correspondance. Il est fait chevalier par Charles Ier le 10 janvier 1643.
Il combat ensuite dans l'armée de Mazarin, participant à la guerre de Trente Ans. Il est alors colonel du régime écossais et chargé par les Écossais des négociations avec la France. Il est fait prisonnier en Bavière et retourne en Angleterre à sa libération. Là, en 1646, il tente d'organiser la fuite de Charles Ier sous un déguisement, mais le roi refuse au dernier moment, de crainte d'être découvert et ridiculisé.
Pendant la période du Commonwealth de l'Angleterre, après l'exécution de Charles Ier, Moray vit à l'étranger : d'abord à Bruges en 1656, puis à Maastricht en 1659. Il revient en Angleterre avec la Restauration et le couronnement de Charles II. Proche du roi, il sera à l'origine de la création de la Royal Society, en obtenant notamment les chartes royales à son origine. Homme de science, il s'interresse également à l'alchimie, à l’hermétisme et à la symbolique de la renaissance. 
Marié à Sophia Lindsay, fille de Sir David Lindsay, 12e Earl of Crawford, il se retire de la vie publique à la suite de son décès. Il se consacre alors entièrement à ses expériences de chimie dans son laboratoire, dont il ne sort que pour des rencontres de philosophes. Il meurt de façon subite en 1673, il est enterré dans l'Abbaye de Westminster à la demande du roi.
Robert Moray comptait parmi ses amis de nombreux notables, dont Samuel Pepys, Thomas Vaughan, Andrew Marvell, John Evelyn ou encore Gilbert Burnet.